# Reichstag (Ungarn)
Der ungarische Landtag, ab 1867 Reichstag (ungarisch Országgyűlés), war als Vorgänger des heutigen ungarischen Parlaments die gesetzgebende Versammlung des Königreichs Ungarn bis 1918. Der Reichstag bestand aus zwei Kammern, der Magnatentafel, in der die Magnaten und der hohe Klerus saßen, und der Repräsentantentafel (Ablegatentafel), dem Abgeordnetenhaus, zu dem die Komitate, freien Distrikte und Städte Deputierte entsandten. Das Zweikammernsystem setzte sich ab 1608 dauerhaft durch. Das Fürstentum Siebenbürgen verfügte bis 1865 über einen eigenen Landtag; der kroatische Landtag, der Sabor, tagte bis 1918.

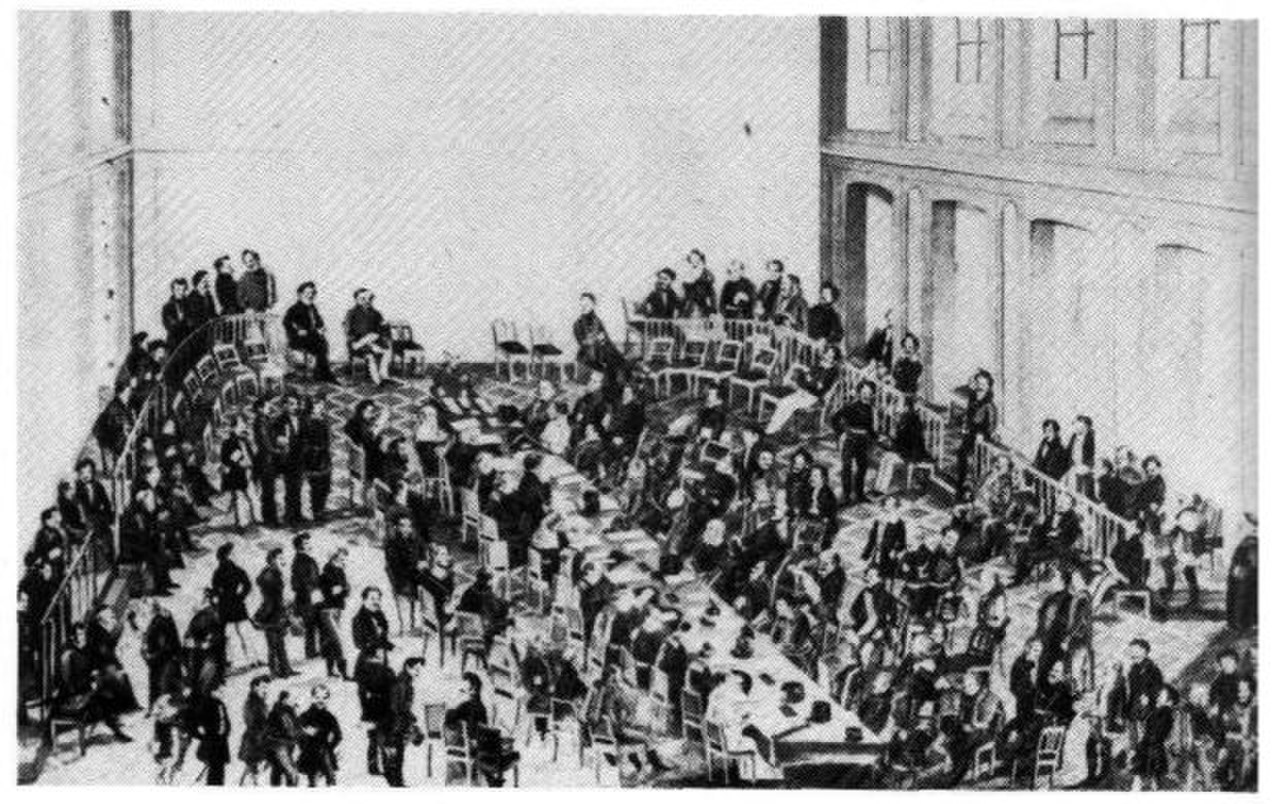
Reichstagssitzung im Palais der Ungarischen Königlichen Kammer in Pressburg, 1830

## Stände-Landtag
Der Landtag war seit dem Frühmittelalter eine traditionelle ständische Versammlung, die meist in Pressburg (Pozsony), manchmal auch in anderen Städten wie Ödenburg oder Buda (Ofen) tagte. Institutionell fassbar wird der Landtag erst seit Mitte des 15. Jahrhunderts. Ab den 1290er-Jahren versammelte sich der Adel nach den königlichen Gerichtstagen. Seit dem 14. Jahrhundert waren außer den Mitgliedern des königlichen Rates auch Abgesandte der Komitate und Freistädte bei den Versammlungen, um über Steuern und Kriegszüge zu verhandeln.
Der Landtag versammelte sich niemals von selbst, sondern wurde durch den König oder dessen Vertreter einberufen. Bis 1526 ließ sich der Adel auf den Landtagen durch Gesandte vertreten. Der Landtag und seine ständische Verfassung sicherte Ungarn aber keine Selbstständigkeit und Unabhängigkeit. Heerwesen, Außenhandel, Zollwesen und die auswärtigen Angelegenheiten wurden nach 1526 im habsburgischen Ungarn von den kaiserlichen Zentralorganen entschieden.
Der Landtag tagte in unregelmäßigen Abständen, beispielsweise von 11. September 1825 bis 28. August 1827, von 8. September bis 20. Dezember 1830, von 16. Dezember 1832 bis 2. Mai 1836 und von 2. Juni 1839 bis 13. Mai 1840.

## Ungarische Revolution
Während des ungarischen Aufstandes 1848/49 wurde der Landtag nach Pest verlegt und sollte zu einer modernen Volksvertretung umgestaltet werden, die die eigene ungarische Regierung kontrollieren sollte. Am 3. Oktober 1848 erklärte König Ferdinand I. den Landtag per Dekret für aufgelöst. Im Laufe der Revolution gegen die Habsburger trat am 14. April 1849 in der Großen Reformierten Kirche von Debrecen der ungarische Reichstag zusammen, der die Entthronung des Hauses Habsburg-Lothringen und die Unabhängigkeit Ungarns verkündete und Lajos Kossuth zum Reichsverweser wählte. Infolge der Niederwerfung der ungarischen Revolution wurde die Nationalversammlung wieder aufgelöst.

## Ausgleich
Nach der Niederlage Österreichs im Italienischen Krieg 1859 wurden mit dem Oktoberdiplom von 1860 und dem Februarpatent von 1861 die alte Verfassung Ungarns aus der Zeit vor 1848 im Wesentlichen wiederhergestellt und der Landtag zur Beratung eines neuen Wahlgesetzes berufen, das eine Vertretung aller Stände ermöglichen sollte. Als die Nationalversammlung die Pragmatischen Sanktion und die Gesetze von 1848 als Grundlage für eine Einigung mit Wien forderte und die Krönung Franz Josephs von der Wiedervereinigung der Nebenländer mit Ungarn abhängig machte, die Beschickung des Wiener Reichsrats aber ablehnte, brach die Wiener Regierung alle weiteren Verhandlungen ab. „Wir können warten“, erklärte Ministerpräsident Anton von Schmerling in der Hoffnung, dass Ungarn sich schließlich der Februarverfassung fügen werde. Der Landtag wurde am 21. August 1861 wieder aufgelöst, es wurde wieder absolutistisch regiert. Am 14. Dezember 1865 wurde der ungarische Landtag von neuem eröffnet.
Nach dem österreichisch-ungarischen Ausgleich ließ Ministerpräsident Gyula Andrássy am 18. Februar 1867 im Landtag die Wiederherstellung der ungarischen Verfassung von 1848 mit nur geringen Modifikationen verkünden. Am 27. Februar 1867 wurde der Landtag offiziell wieder eingesetzt.
Da es sich bei Ungarn nun nicht mehr um eines der  Kronländer Österreichs handelte, die 1861 einen Landtag bekommen hatten, sondern sein Parlament ein dem seit 1861 bestehenden österreichischen Reichsrat, nun nur mehr für Cisleithanien zuständig, gleichrangiges Gesetzgebungsorgan geworden war, wurde der bisherige ungarische Landtag nun Reichstag benannt. Verwechslungen mit dem cisleithanischen Parlament, dem Reichsrat,  waren nicht möglich, da in Österreich der Begriff Reichstag nur 1848/49 verwendet worden war.

## Österreich-Ungarn
Die Bezeichnung des ungarischen Parlaments war nicht einheitlich und sogar widersprüchlich. Einmal war vom gemeinsamen ungarisch-kroatischen Reichstag die Rede, dann wieder nur vom ungarischen Reichstag. 1868 bis 1870 erschienen die beschlossenen Gesetze als vom gemeinsamen ungarisch-kroatischen Reichstag erlassen. Ab 1871 hieß es nur mehr „Ungarischer Reichstag“, obwohl er weiterhin ein gemeinsames Organ beider Länder war und in dieser Eigenschaft gemeinsame Gesetze beschloss. Der kroatische Landtag erhielt gemäß dem ungarisch-kroatischen Ausgleich lediglich im Bereich des Kultus- und Unterrichtswesens Gesetzgebungshoheit.

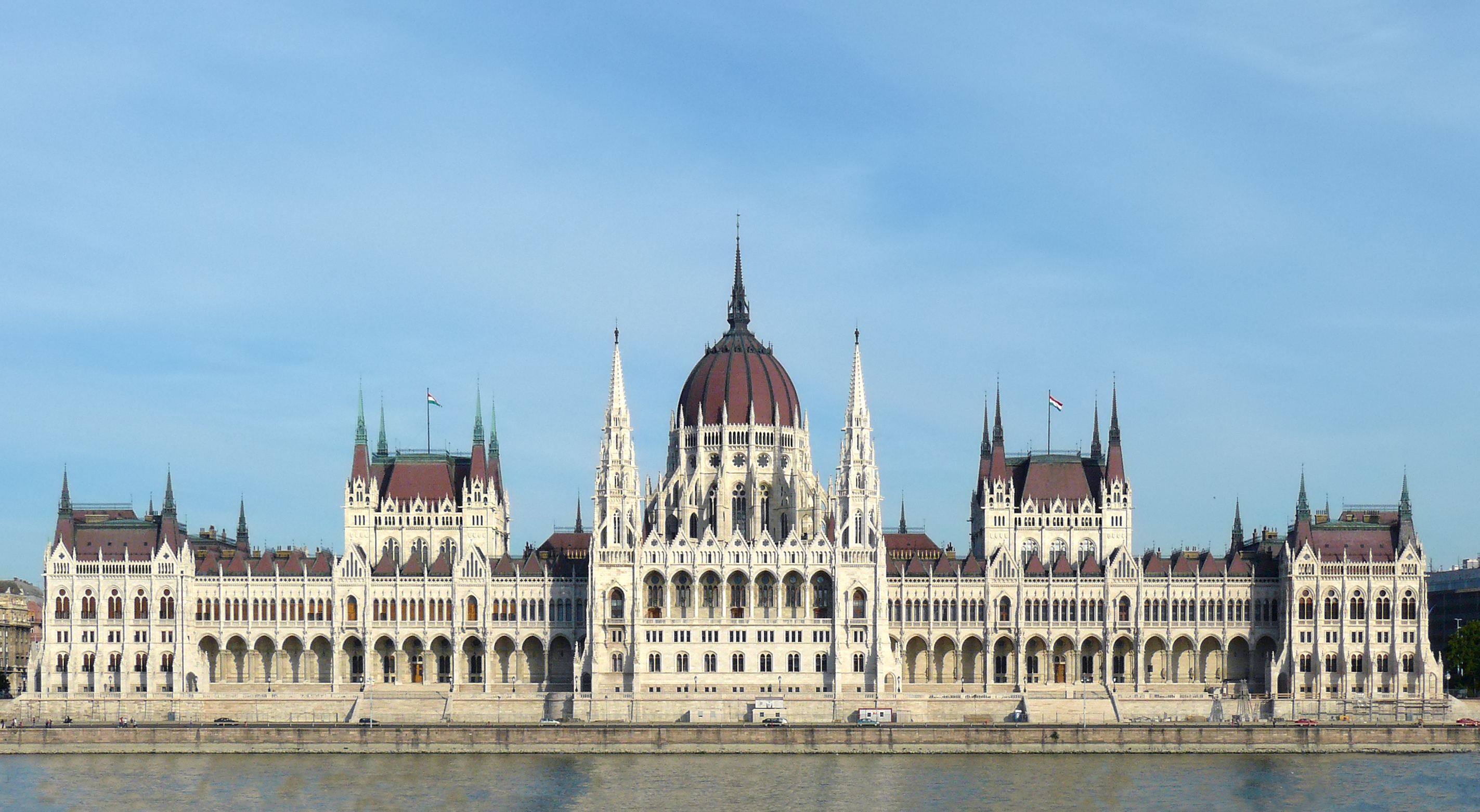
Parlamentsgebäude

1875 bis zur Ungarischen Krise 1905 hatte stets die von Kálmán Tisza gegründete Liberale Partei die Mehrheit im Reichstag. Die Regierung Géza Fejérváry regierte nach dem Wahlsieg der Opposition 1905 mit Hilfe des Königs, der das Parlament mehrmals vertagte, am Reichstag vorbei. Am 19. Februar 1906 ließen Franz Joseph und Fejérváry den Reichstag durch die Honvéd militärisch besetzen. 1905/06 stellte die Unabhängigkeitspartei die stärkste Fraktion, seit der Wahl 1910 wieder die Liberalen mit der neu gegründeten Partei der Nationalen Arbeit unter István Tisza.
1902 zog der Reichstag in das neu erbaute Parlamentsgebäude in Budapest.
Durch ein Zensuswahlrecht, das nur einen privilegierten Teil der Bevölkerung zur Wahl zuließ – 1913 waren nur 7,7 % der Gesamtbevölkerung wahlberechtigt (oder durften öffentliche Ämter bekleiden) – wurde mit Hilfe des Reichstags die reaktionäre Struktur des Vielvölkerstaates Ungarn zementiert. Im Unterschied zum österreichischen Reichsrat, wo nichtdeutsche Abgeordnete im Frühjahr 1917 klar bekanntgaben, was sie nach Kriegsende vor hatten, gab es daher im ungarischen Reichstag kaum Diskussionen über die Zielsetzungen der nichtmagyarischen Nationalitäten in Ungarn nach Kriegsende. Diese lehnten die bis dahin übliche magyarische Dominanz ab und organisierten sich 1918/19 außerhalb Ungarns neu.